# Башня Нуннадетагуне
Башня Ну́ннадета́гуне (эст. Nunnadetagune torn — «за монахами») — башня средневековой крепостной стены города Таллина (современный адрес — улица Кооли, д. 1/3). Памятник архитектуры XIV века. Названа по близ расположенному цистерцианскому монастырю Святого Михаила. В настоящее время образует единый комплекс с позднее построенным домом.

## История
Предположительно, окружение стенами существенно расширенной в XIV веке городской территории Ревеля, начатое в 1310 году под руководством датчанина Иоханнеса Канне, было завершено к 1355 году. Строительство продолжалось в XV веке, очередная реконструкция была проведена в 1520-х годах, строительство стен и башен было завершено к концу XVI века. Строительным материалом был местный серый слоистый известняк — плитняк. Были возведены 26 башен, из которых к настоящему времени сохранилось 18. Стены имели высоту до 8 метров при толщине 2,85 метра. По низу внутренней части стены шла стрельчатая аркада.
В течение XV—XVI веков по мере развития артиллерии башни надстраивались, в них устраивали пушечные бойницы.
В 1857 году Ревель был исключён из числа крепостей, но ещё ранее утратившие своё оборонительное значение крепостные сооружения стали постепенно ликвидировать, а в 1870 году Ревельский городской совет высказал мнение, что из всех городских укреплений интересны и достойны сохранения только Большие Морские ворота, Харьюские ворота, ворота Пикк-Ялг и Вируские; другие не достойны сохранения в их внешнем виде и только мешают движению; для города не представляет никакого интереса сохранение крепостной стены вокруг него и чем быстрее эти стены будут снесены, тем лучше для движения.
В 1969—1970 годы были проведены реставрационные работы, восстановлены оригинальные элементы башен (этажи, бойницы).